# Fronta (zástup)

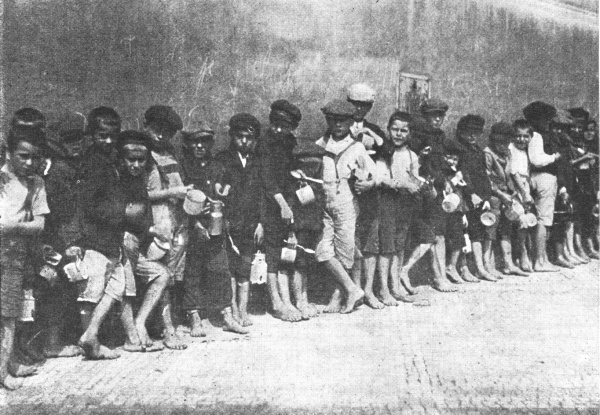
Fronta libeňských dětí čekající na polévku a kakao.

Fronta (formálně či nářečně též řada) je organizovaný zástup lidí čekajících na něco konkrétního (například na obsloužení v prodejně). Fronty se tvoří při přebytku poptávky nad nabídkou zboží nebo služeb nebo když služba není poskytována plynule, ale nárazově (například odjezdy vozidel dle jízdního řádu) nebo od určitého nebo předem přesně neurčeného času. V některých případech vznikají fronty naopak při převisu nabídky nad momentální poptávkou – například řada vozidel taxislužby na taxistanovišti, kde zákazník je nucen využít služeb prvního z čekajících vozidel, byť teoreticky by měl mít právo si z nich vybrat. 

## Matematické modelování front
Modelováním vzniku front, dob obsluhy, čekacích dob apod. se věnuje teorie hromadné obsluhy, nazývaná též teorie front. „Zákazníky“, kteří frontu vytvářejí, nemusí být pouze osoby, ale např. letadla, telefonní účastníci aj.

## Pojmenování
Časopis Naše řeč uvedl v roce 1920 slovo „fronta“ ve smyslu „zástup lidí čekající v řadě na vydávání potravin a j.“ ve sbírce slov, která se ujala ve válečných poměrech v civilním zázemí českých měst a vesnic, jak je posbírali prof. Š. Kubín a prof. Karlík z Domažlic. V tomto seznamu se vyskytuje též související termín „držet místo“ (musil-li kdo odběhnouti z fronty, zajistiti mu místo) či „přílepek“ (kdo se přitlačil k frontě čekajících) a výraz stát na chleba, na brambory (nebo bramborách), na sádlo a pod. (čekati na prodej).
V některých jazycích naznačuje ekvivalent českého fronta její podlouhlou podobu. Např. francouzské la queue znamená nejen fronta, ale též ocas, ohon (stejný tvar queue užívá i angličtina). Německé die Schlange lze též přeložit jako had.